# Elio Sadiku
Elio Sadiku es un jugador profesional de baloncesto francés. Juega de base y escolta . (1-2)

## Carrera deportiva
Sadiku ha jugado en el Entente Orleans 45 (Francia), entrando en tres partidos de la Euroliga en 2009. También jugó tres partidos en la liga francesa. Sadiku ha jugado profesionalmente en Francia y Espanña y ha formado parte de las selecciones inferiores (sub-16 y sub-18) de Francia. Ha sido internacional con Francia hasta 2008, donde jugó el torneo sub-18 de Mannheim con 17 años.
En octubre de 2010 firma con el Meridiano Alicante tras la lesión de Thomas Heurtel y compartiría equipo con su compañero Justin Doellman.
En 2011 firma en Saint Chamond por 3 años donde se ve ganar la liga NM2 y la copa de Francia el mismo año. Sigue la subida con su equipo en NM1 y llega en playoffs el último año. 

## Trayectoria Profesional
- 2009/10 Entente Orléanaise 45 (LNB)
- 2010/11 Lucentum Alicante(ACB) / Adesavi San Vicente (EBA)
- 2011/12 Saint-Chamond Basket NM2
- 2012/13 Saint-Chamond Basket NM1
- 2013/14 Saint-Chamond Basket NM1
- 2014/15 GET Vosges NM1
- 2017/18 Saint-Vallier NM1
- 2018/2019 HTV basket